# Rallus longirostris caribaeus
Rallus longirostris caribaeus is een ondersoort van de klapperral uit de familie van rallen.

## Verspreiding
De soort komt voor in Cuba tot Puerto Rico, de Kleine Antillen tot Antigua en Guadeloupe.